# نيك نوكس
نيك نوكس (بالإنجليزية: Nick Knox)‏ هو طبال أمريكي، ولد في 26 مارس 1958، وتوفي في 15 يونيو 2018.

## وصلات خارجية
- نيك نوكس على موقع ميوزك برينز (الإنجليزية)
- نيك نوكس على موقع ديسكوغز (الإنجليزية)